# Komakino
Komakino è un singolo del gruppo post-punk inglese Joy Division, pubblicato il 18 luglio 1980.
Inizialmente stampato dall'etichetta discografica Factory Records in 10 000 copie come flexy-disc 7", doveva essere abbinato all'LP a titolo gratuito, ma in realtà i negozianti lo vendettero con un piccolo sovrapprezzo. Le tracce sono delle outtake dalla sessione di registrazione dell'album Closer.
Il lato B del singolo, Incubation e As You Said, sono entrambi strumentali.
Komakino e Incubation compaiono nella compilation del 1988 Substance e As You Said è stato aggiunto alla ristampa estesa dell'album nel 2015. Tutti e tre i brani sono anche raccolti nel box-set di 4 CD Heart and Soul.

## Tracce
Testi e musiche dei Joy Division.
Lato A
1. Komakino – 3:53

Lato B
1. Incubation – 2:51
2. As You Said – 1:59